# Catunaregam stenocarpa
Catunaregam stenocarpa är en måreväxtart som beskrevs av Diane Mary Bridson. Catunaregam stenocarpa ingår i släktet Catunaregam och familjen måreväxter.
Artens utbredningsområde är Moçambique. Inga underarter finns listade i Catalogue of Life.